# A mezzanotte va la ronda del piacere
A mezzanotte va la ronda del piacere è un film commedia del 1975, diretto da Marcello Fondato, ed interpretato da Monica Vitti, Claudia Cardinale, Giancarlo Giannini, Renato Pozzetto e Vittorio Gassman. Il titolo si rifà al testo della canzone Il tango delle capinere di Gabrè.

## Trama
Gabriella conduce una vita agiata e piuttosto noiosa a fianco del marito, l'affarista senza scrupoli Andrea Sansoni, quando è nominata giurata popolare al processo di un presunto omicidio a sfondo amoroso: la popolana Tina è accusata di aver ucciso il marito Gino. Durante il processo Gabriella ripercorre mentalmente le tappe della sua tiepida relazione con Andrea, ben distante dalla passione che travolgeva Tina e Gino. Quest'ultimo infatti, pur non risparmiando tradimenti e maltrattamenti di ogni tipo alla moglie, ne era a modo suo innamorato, e anche Tina non appariva capace di rinunciare a lui.
Gabriella simpatizza istintivamente per l'accusata, tanto più quando la ricostruzione dei fatti rivela che Tina era stata sedotta proprio da Andrea, che le si era presentato sotto falso nome e sarebbe in grado di testimoniare che la fine di Gino era dovuta a un incidente. Per salvare Tina dall'ergastolo, Gabriella cerca di spingere Andrea a deporre in tribunale, malgrado il danno di immagine che questo ne ricaverebbe: ma durante il processo si ripresenta Gino, che non era affatto morto e anzi dopo tre anni denuncia Tina per abbandono del tetto coniugale, non sapendo che la donna era detenuta in attesa di giudizio; o più probabilmente, pur non ammettendolo, Gino ricompare e rinuncia alla sua libertà proprio per salvare Tina da una condanna ormai certa. L'accusa inevitabilmente cade; Gino torna al suo burrascoso amore con Tina e Gabriella dal marito.

## Incassi
Il film riscosse un enorme successo commerciale con oltre 4 miliardi di lire di incasso, classificandosi quarto assoluto nella stagione cinematografica 1974/75.

## Colonna sonora
Le musiche sono state composte da Guido De Angelis, Maurizio De Angelis.

### Tracce
1. Mister Love – 4:16
2. Il tango delle capinere – 2:24
3. Delitto – 2:26
4. Mister Love Beguine – 3:25
5. Carillon – 2:45
6. Incomprensione – 1:56
7. Gino – 2:16
8. Seduta spiritica – 2:00
9. Mr Love Tango – 2:59

Durata totale: 24:27